# پری زنگنه
پریرخ شاه‌یلانی (زادهٔ ۱۱ آذر ۱۳۱۸) مشهور به پری زنگنه، خوانندهٔ اپرای اهل ایران است. از جمله فعالیت‌های شاخص او کار بر روی موسیقی محلی و فولکوریک ایران است. زنگنه که در سال ۱۳۵۰ بینایی خود را در یک سانحهٔ رانندگی از دست داده، از هنرستان عالی موسیقی (کنسرواتوار عالی موسیقی تهران) در رشتهٔ اپرا فارغ‌التحصیل شده است.

## زندگی هنری
پری زنگنه فارغ‌التحصیل شاخهٔ اپرا از هنرستان عالی موسیقی (کنسرواتوار عالی موسیقی تهران) است. زنگنه تحصیلات مقدماتی خود را در تهران گذراند و نخستین دروس آواز را نزد نصرالله زرین‌پنجه در ردیف آوازهای ایرانی فراگرفت، سپس به هنرستان عالی موسیقی رفت. به علت داشتن صدای لیریکو اِسپینتو نزد اِولین باغچه‌بان اپرا آموخت و بعد از آن برای تکمیل آموخته‌هایش به کشورهای ایتالیا، آلمان و اتریش سفر کرد و از چندین آکادمی فارغ‌التحصیل شد.
زنگنه به منظور آشنایی با موسیقی محلی ایران، سفرهایی به سراسر ایران داشته است. بازسازی علمی ترانه‌های بومی و محلی ایران و اجرای آن به سبک کلاسیک از کارهای شاخص او به‌شمار می‌رود.
در سال ۱۳۵۰ در یک حادثهٔ ساده رانندگی و پرتاب خرده‌شیشه‌های اتومبیل پیکان، بینایی خود را از دست داد. اما تنها پس از وقفهٔ کوتاهی به فعالیت‌های خود ادامه داد. صدای او در محافل هنری مهم جهان از جمله تالار الیس تالی در لینکن سنتر نیویورک، هربست در سانفرانسیسکو، دانشگاه هاروارد در بوستون، سل گو در پاریس، هرکولس در مونیخ، و تالارهایی در سرتاسر ژاپن پخش شده است. از اجراهای معروف زنگنه سولیست بودن در سمفونی شماره ۹ بتهوون است که توسط ارکستر سمفونی فورت لادردیل فلوریدا در آمریکا اجرا شد.
زنگنه برای کودکان چندین کتاب تألیف کرده و مقالات و ترانه‌های متعددی منتشر ساخته است. فرهنگ جامع «آوای نام‌ها از ایران زمین» که مهم‌ترین نام‌نامه در زبان فارسی به‌شمار می‌رود از آثار زنگنه است که تدوین آن حدود پنج‌سال به طول انجامیده است. زنگنه در سال ۱۳۸۲ کتاب «شما هم با من آواز بخوانید» را منتشر کرد. از کتاب‌های دیگر او می‌توان به «پری لالایی‌ها، سروده‌های پری زنگنه برای همه سالان» و «سخنی به خوشی: حرف‌هایی بزرگ در کتابی کوچک» اشاره کرد.
پری زنگنه در سفر تحصیلی خود به ژاپن، متوجه استعداد خود در هنر گل‌آرایی هم شد و آن را فراگرفت و در بازگشت به ایران علاوه‌بر خوانندگی، نمایشگاه‌های گل‌آرایی هم برگزار کرد.
از فعالیت‌های اجتماعی زنگنه می‌توان به برگزاری کنسرت به نفع سازمان‌های فرهنگی نابینایان در سراسر ایران و جهان اشاره کرد. زنگنه که از جمله مسئولیت‌هایش ریاست روابط فرهنگی و اجتماعی نابینایان ایران بوده در سال ۱۳۸۸ عنوان بین‌المللی سفیر حسن نیت را دریافت کرد. در سال‌های پس از انقلاب، فعالیت‌های او در ایران به کنسرت‌های ویژه بانوان محدود شد.

## زندگی خصوصی

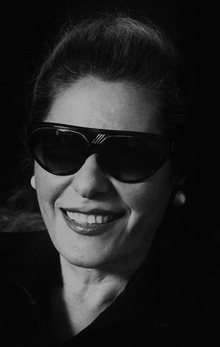
عکسی از دوران جوانی پری زنگنه

پریرخ شاه‌یلانی در ۱۱ آذر ۱۳۱۸ از پدری کاشانی و مادری گیلانی متولد شد. او پس از ازدواج با حسین زنگنه، صاحب شرکت تاکسی ایر، به نام پری زنگنه شناخته شد. ثمرهٔ ازدواج آن‌ها که بعد از حادثهٔ رانندگی به جدایی انجامید ۲ فرزند دختر بود. یکی از دختران آن‌ها به نام شاهپری زنگنه همسر عدنان خاشقجی دلال اسلحه و میلیاردر معروف اهل عربستان سعودی است و دختر دیگر امیرا زنگنه بازیگر هالیوود است.

## ترانه‌شناسی

### تک‌آهنگ‌ها و ترانه‌های آلبوم (گزیده)
| نام ترانه         | ترانه‌سرا        | آهنگساز            | تنظیم              |
| ----------------- | --------------- | ------------------ | ------------------ |
| گنجشکک اشی مشی    | متل             | اسفندیار منفردزاده | اسفندیار منفردزاده |
| پاییزی            | ایرج جنتی عطایی | بابک بیات          | مرتضی حنانه        |
| گل لاله عباسی     | فرهاد شیبانی    | تورج شعبان‌خانی     | تورج شعبان‌خانی     |
| هشتمین روز هفته   | فرهاد شیبانی    | لوریس چکناواریان   | لوریس چکناواریان   |
| شکار آهو          | محلی            | محلی               | واروژان            |
| رشیدخان           | محلی            | محلی               | واروژان            |
| مستم مستم         | محلی            | محلی               | واروژان            |
| اسمر              | محلی            | محلی               | واروژان            |
| دو به دو          | محلی            | محلی               | واروژان            |
| بارون بارونه      | سیروس آرین‌پور   | عطاءالله خرم       | واروژان            |
| بلال              | محلی            | محلی               | واروژان            |
| تو بیو            | محلی            | محلی               | واروژان            |
| قد بلند           | محلی            | محلی               | واروژان            |
| آی لیلی           | محلی            | محلی               | واروژان            |
| کورشیم            | محلی            | محلی               | واروژان            |
| دویدم             | محلی            | محلی               | واروژان            |
| لالایی گرگانی     | محلی            | محلی               | فریدون شهبازیان    |
| درنه جان          | محلی            | محلی               | فریدون شهبازیان    |
| عزیز جون          | محلی            | محلی               | فریدون شهبازیان    |
| دست به دستمالم    | محلی            | محلی               | فریدون شهبازیان    |
| شلیل (بختیاری)    | محلی            | محلی               | فریدون شهبازیان    |
| سوزه رخ           | محلی            | محلی               | فریدون شهبازیان    |
| دختر شیرازی       | محلی            | محلی               | فریدون شهبازیان    |
| آیریلیق           | محلی            | محلی               | فریبرز لاچینی      |
| عزیز جون          | محلی            | محلی               | فریبرز لاچینی      |
| بارون بارونه      | محلی            | محلی               | فریبرز لاچینی      |
| بلال              | محلی            | محلی               | فریبرز لاچینی      |
| گل افشان          | محلی            | محلی               | فریبرز لاچینی      |
| گل پامچال         | سید جعفر مهرداد | محلی               | فریبرز لاچینی      |
| جان جان           | محلی            | محلی               | فریبرز لاچینی      |
| لای لای           | محلی            | محلی               | فریبرز لاچینی      |
| شکار آهو          | محلی            | محلی               | فریبرز لاچینی      |
| تو بیو            | محلی            | محلی               | فریبرز لاچینی      |
| مستم مستم         | محلی            | محلی               | فریبرز لاچینی      |
| جان مریم          | محمد نوری       | کامبیز مژدهی       | فریبرز لاچینی      |
| عزیزم سوزه        | محلی            | محلی               | فریبرز لاچینی      |
| سنه دِ گالماز      | محلی            | محلی               | فریبرز لاچینی      |
| کوهستان           | محلی            | محلی               | فریبرز لاچینی      |
| گل گندم           | محلی            | محلی               | فریبرز لاچینی      |
| سر اومد زمستون    | سعید سلطان‌پور   | ارمنی              | فریبرز لاچینی      |
| رشید خان          | محلی            | محلی               | فریبرز لاچینی      |
| آی لیلی           | محلی            | محلی               | فریبرز لاچینی      |
| جینگو جینگ        | محلی            | محلی               | فریبرز لاچینی      |
| دختر بویر احمدی   | محلی            | محلی               | فریبرز لاچینی      |
| رشید خان          | محلی            | محلی               | ملیحه سعیدی        |
| شکار آهو          | محلی            | محلی               | ملیحه سعیدی        |
| مستم مستم         | محلی            | محلی               | ملیحه سعیدی        |
| آی سرکتل          | محلی            | محلی               | ملیحه سعیدی        |
| لیلی باوانم       | محلی            | محلی               | ملیحه سعیدی        |
| شیرینم سوزه       | محلی            | محلی               | ملیحه سعیدی        |
| درنه جان          | محلی            | محلی               | ملیحه سعیدی        |
| عزیز جون          | محلی            | محلی               | ملیحه سعیدی        |
| تو بیو            | محلی            | محلی               | ملیحه سعیدی        |
| دختر بویر احمدی   | محلی            | محلی               | ملیحه سعیدی        |
| شاه پری           | پری زنگنه       | پری زنگنه          | رضا بهزادی         |
| ایران ما          | پری زنگنه       | پری زنگنه          | صبوری              |
| شبی که بارون اومد | محلی            | محلی               | صبوری              |
| نگاه              | بیژن ترقی       | علی تجویدی         | علی تجویدی         |
| گل                | مهدی اخوان ثالث | الف-صراف           | الف صراف           |
| سلام بر آفتاب     | فروغ فرخزاد     | الف-صراف           | الف صراف           |
| شب                | نیما یوشیج      | الف-صراف           | الف صراف           |
| بامن رازی بود     | احمد شاملو      | الف-صراف           | الف صراف           |
| سپیده صبح         | سهراب سپهری     | الف-صراف           | الف صراف           |
| شکوفه هلو         | د. ریاحی        | الف-صراف           | الف صراف           |
| پر فرشته‌ها        | د. ریاحی        | الف-صراف           | الف صراف           |
| اردیبهشت          | د. ریاحی        | الف-صراف           | الف صراف           |
| خواب درخت         | د. ریاحی        | الف-صراف           | الف صراف           |
| بال پروانه‌ها      | د. ریاحی        | الف-صراف           | الف صراف           |
| تو                | م. آزاد         | رامین انتظامی      | رامین انتظامی      |
| صلح               | هوشنگ ابتهاج    | رامین انتظامی      | رامین انتظامی      |
| دریایی            | یدالله رؤیایی   | رامین انتظامی      | رامین انتظامی      |
| آهو در باد        | فرهاد شیبانی    | رامین انتظامی      | رامین انتظامی      |
| گذار              | سهراب سپهری     | رامین انتظامی      | رامین انتظامی      |
| دریچه‌ها           | مهدی اخوان ثالث | رامین انتظامی      | رامین انتظامی      |

### آلبوم‌ها (گزیده)
- پروازی تا سحر با ترانه سرایی رضا اشعاری (به همراه بابک بیات، مرتضی حنانه، حسین سمیعیان) ترانه‌هایی همچون (پاییزی با شعر ایرج جنتی عطایی / شوپه، شالی جان، پروازی تا سحر، دوی بلال در این آلبوم خوانده شده است) ۱۳۵۶
- فولکولوریک / آهنگ‌های محلی ۱ با تنظیم فریدون شهبازیان ۱۳۵۳
- آهنگ‌های محلی ۲ (شکار آهو) با تنظیم واروژان ۱۳۵۴
- گل افشان ۱ با پیانو و تنظیم فریبرز لاچینی ۱۳۸۹
- گل افشان ۲ با پیانو و تنظیم فریبرز لاچینی ۱۳۸۹
- هزار آوا با تنظیم ملیحه سعیدی و همخوانی گروه کر ۱۳۹۲
- گل غصه‌ها
- شاه‌پری ۱۳۸۳
- لالایی‌های محور شرارت با تنظیم اریک آرکانت

### نماهنگ‌ها
- شعر هستی (به همراه امید نعمتی، بهزاد عمرانی، برزو ارجمند، هانا کامکار، ایلیا منفرد / آهنگساز: بهرام دهقانیار / کارگردان: مرضیه برومند) ۱۳۹۹

### کتاب‌ها
- آواز پری‌ها
- دنیای بزرگ کودکی
- سرگذشت آواز من
- یادی از تابستان ده
- دهکدهٔ گل‌آباد
- شاهپرک قصه من
- بر بال بادبادک‌ها
- گل‌های خوب دوستی
- پری لالایی‌ها
- هنر تزیین گل
- سخنی به خوشی
- آوای نام‌ها از ایران زمین
- آن سوی تاریکی
- هفت قصه از پری قصه‌ها[۷]